# Cratere Jones
Jones  è un cratere sulla superficie di Marte.